# 야와타촌 (아이치현 호이군)
야와타촌(八幡村)은 아이치현 호이군에 설치되었던 촌이다. 현재의 도요카와시에 해당한다.